# Wilstead
Wilstead – wieś w Anglii, w hrabstwie ceremonialnym Bedfordshire, w dystrykcie (unitary authority) Bedford. Leży 8 km na południe od centrum miasta Bedford i 66 km na północ od centrum Londynu.